# Tema Cibirreota
O Tema Cibirreota, mais corretamente chamado de Tema dos Cibirreotas (em grego: θέμα Κιβυρραιωτῶν; romaniz.: Théma Kivyrraiotón) foi um tema (província civil-militar) bizantina que abrangia a costa sul da Ásia Menor a partir do século VIII até o final do século XII. Como o primeiro e mais importante tema naval do Império Bizantino, sua função principal era prover navios e tripulações para a marinha bizantina.

## História
Os cibirreotas (em grego:  - "homens de Cibirra") derivam seu nome da cidade de Cibira (é incerto se seria Cibira Maior na Cária ou a Cibira Menor na Panfília). O comando aparece pela primeira vez na expedição contra Cartago em 698, quando um "drungário dos cibirreotas" liderou os homens de Córico: Apsímaro, que à frente de uma revolta da frota, se tornaria o imperador bizantino Tibério III (r. 698–705). Na época, os cibirreotas eram subordinados ao grande corpo naval dos carabisianos.
Quando os carabisianos foram dispersados (a data exata é disputada, tendo ocorrido entre c. 719-20 e ca. 727), os cibirreotas foram organizados como um tema regular, com seu estratego atestado pela primeira vez em 731-32. Até o século IX, quando os temas do Mar Egeu e o Samos foram elevados do nível de comando de drungário para estratego, o Tema Cibirreota foi o único tema unicamente naval do império.

## Abrangência e organização
O tema abrangia a costa sul da Ásia Menor a partir do sul de Mileto (que pertencia ao Tema Tracesiano) até os confins da fronteira com os árabes na Cilícia, incluindo as antigas províncias romanas da Cária, Lícia, Panfília e partes da região da Isáuria, além da moderna região do Dodecaneso Sua posição geográfica o transformou na "linha de frente" para enfrentar as frotas árabes do Levante e do Egito e, consequentemente, os cibirreotas tiveram um importante papel nas batalhas navais das guerras bizantino-árabes. Já os territórios, conhecidos por sua fertilidade, sofreram com frequentes e devastadores raides árabes, que praticamente despopularam a região, com exceção das cidades fortificadas e as bases navais.

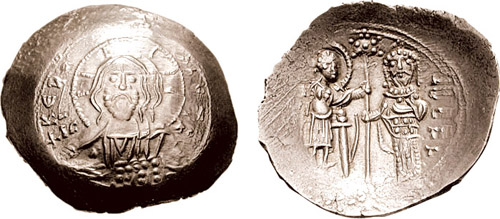
Histameno de r.

A capital do estratego era provavelmente Antália. Ele tinha um salário anual de cinco quilos de ouro e sua posição geral na hierarquia imperial era relativamente baixa, mas ainda sênior em relação aos demais comandantes navais: vigésima-quinta no Taktikon Uspensky de 842-43, caindo para quinquagésimo-quinto no Escorial Taktikon de 971-75 Assim como seus contrapartes, o Tema Cibirreota era dividido em drungos e turmas e possuía toda a gama de posições administrativas típicas. Entre os mais importantes subordinados do estratego estava o ek prosopou imperial em Silião, os drungários de Antália e Cós e o catepano que comandava os mardaítas do tema. Eram os descendentes dos milhares de prisioneiros transplantados do Líbano e assentados na região por Justiniano II (r. 685-695 e 705-711) na década de 680 para prover tripulações e fuzileiros para a frota. No início do século IX, a frota do cibirreotas tinha 70 navios e na expedição contra o Emirado de Creta de 911, o tema enviou 31 naus - 15 grandes dromons e 16 pânfilos de tamanho médio - com 6 000 remadores e 760 soldados.

## Últimos anos

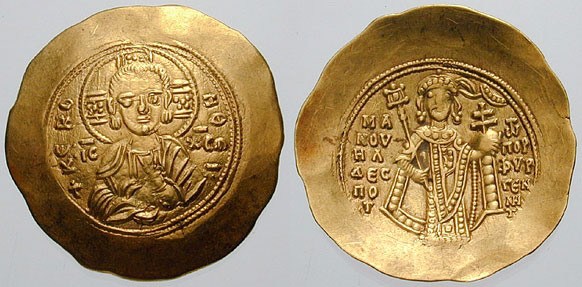
Hipérpiro de r.

Por volta da metade do século XI, conforme a ameaça naval muçulmana diminuía, as frotas provinciais bizantinas iniciaram um forte declínio: a frota dos cibirreotas foi mencionada pela última vez na defesa contra um raide dos rus' em 1043 e o tema se tornou uma província puramente civil, governada por um krites e, posteriormente, por um duque A maior parte do território foi perdida para os turcos seljúcidas após a derrota na Batalha de Manzicerta (1071), mas recuperado parcialmente sob Aleixo I Comneno (r. 1081–1118). O já combalido tema foi finalmente abolido por Manuel I Comneno (r. 1143–1180) e o território remanescente na Cária foi subordinado ao Tema de Milasa e Melanúdio.